# Dmitri Kàrbixev
Dmitri Mikhàilovitx Kàrbixev (en rus: Дми́трий Миха́йлович Ка́рбышев) (Omsk, 14 (26) d'octubre de 1880 - Mauthausen, 18 de febrer de 1945) fou un militar rus, oficial de l'Exèrcit Imperial Rus i, més tard, general de l'Exèrcit Roig, professor de l'Acadèmia de l'Estat Major Soviètic (doctor en Ciències Militars) i, pòstumament, Heroi de la Unió Soviètica.

## Biografia

### Primers anys
Kàrbixev nasqué el 26 d'octubre (14 d'octubre del vigent, aleshores, calendari julià) a la ciutat siberiana d'Omsk en una família starxinà de cosacs de Sibèria d'origen criaixè i parlà tant el rus com el tàtar en dialecte criaixè. El seu pare morí quan tenia dotze anys, i el crià la seva mare. Malgrat les dificultats econòmiques, l'any 1898 es graduà al Cos de cadets siberià (avui Cos de Cadets d'Omsk del Ministeri de Defensa) i assistí a l'Escola d'Enginyeria Militar Nikolàiev de Petrograd, de la qual es graduà el 1900 per a servir al 1r Batalló de Sapadors de l'Est Siberià, encarregat de les operacions de telègraf al camp de batalla (cap de la secció de cable d'una empresa de telègrafs), i fou destinat a Manxúria.

### Guerra russojaponesa i 1a Guerra Mundial
Durant la Guerra russojaponesa de 1904-1905, fou responsable de la construcció de ponts i de la realització de patrulles de reconeixement, així com de les operacions de telègraf. Estigué a la batalla de Mukden i fou condecorat per la seva valentia. En aquest sentit, fou ascendit a tinent (porútxik) al final de la guerra.
Posteriorment fou destinat a Vladivostok. L'any 1911 tornà a Petrograd per a graduar-se a l'Acadèmia d'Enginyeria Militar Nikolàiev (actual Universitat d'Enginyeria Tècnica Militar de Sant Petersburg). Després, promogut a capità de comandament, fou destinat a Brest-Litovsk com a comandant d'una companyia de sapadors i participà en la construcció de fortificacions per a la Fortalesa de Brest.
Al començament de la Primera Guerra Mundial, estigué implicat en operacions de combat als Carpats sota el 8è exèrcit del general Aleksei Brussílov al front sud-oest. Primer exercí la tasca d'enginyer de divisions per a la 78a i la 69a Divisió d'Infanteria, i després, fou cap de servei d'enginyers del 22è Cos de Fusellers de Finlàndia. A principis de 1915, estigué al setge de Przemyśl, on resultà ferit a la cama. Rebé la condecoració de l'Orde de Santa Anna per la valentia demostrada i fou ascendit a tinent coronel. L'any 1916 participà a l'Ofensiva Brussílov. Amb la Revolució de Febrer i el col·lapse de l'Imperi Rus, el desembre de 1917 s'incorporà a la Guàrdia Roja local mentre es trobava a Mohiliv-Podilski (actualment, a Ucraïna). Des del 1918 fou oficial de l'Exèrcit Roig bolxevic.

### Guerra Civil russa
Durant la Guerra Civil russa, supervisà la construcció de nombroses fortificacions, particularment el cap de pont de Kakhovka, i ocupà alts càrrecs a la seu del districte militar del Caucas Nord. L'any 1920 fou enginyer en cap del 5è exèrcit soviètic i ajudant d'enginyer en cap del front sud (segona formació). Kàrbixev supervisà el suport d'enginyeria pels assalts a les fortificacions de Txonhar i Perekop contra el Moviment Blanc a Crimea.

### Període d'entreguerres a l'Acadèmia
Entre 1923 i 1926 exercí de president del Comitè d'Enginyeria de la Direcció General d'Enginyeria Militar de l'Exèrcit Roig. Al 1926 es convertí en instructor de l'Acadèmia Militar Frunze i, al 1936, ingressà a l'Acadèmia de l'Estat Major. Al 1929 fou designat per a dissenyar la línia Stalin i la línia Mólotov. El febrer de 1934 fou nomenat cap del departament de ciències de l'enginyeria militar de l'Acadèmia de l'Estat Major. Des de 1936 fou ajudant del cap del Departament de Tàctica de Grans Formacions de l'Acadèmia. L'any 1938 fou ascendit a professor i l'any 1940 al grau militar de tinent general al cos d'enginyers. Al 1941 obtingué el doctorat en ciències militars. Publicà més de 100 treballs de recerca en enginyeria militar i història militar. S'especialitzà en la construcció i l'enderroc d'obstacles i en les qüestions relacionades amb la travessa de rius i altres obstacles d'aigua. Els seus articles i manuals sobre teoria de l'enginyeria, operacions i tàctiques dels camps de batalla foren d'obligada lectura pels comandants de l'Exèrcit Roig durant els anys de pre-guerra. També fou consultor per a la restauració de la Laura de la Santíssima Trinitat i Sant Sergi, prop de Moscou.

### 2a Guerra Mundial

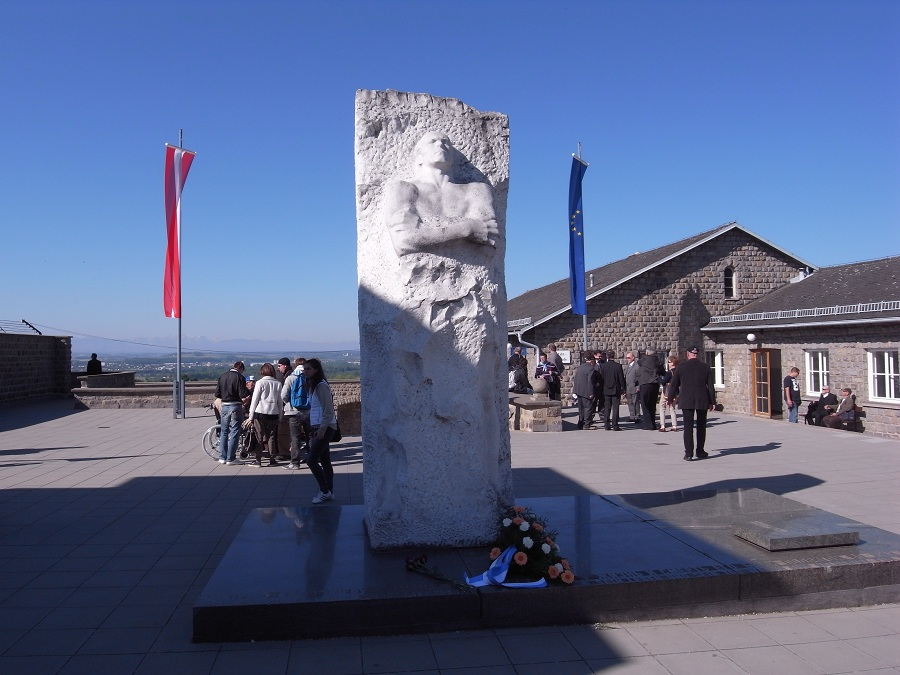
Memorial de Kàrbixev a Mauthausen

Durant la Guerra d'Hivern de 1939–40, entre la Unió Soviètica i Finlàndia, exercí de membre del grup d'assistència al cap de l'Administració Central d'Enginyeria Militar en la construcció de fortificacions. Sota aquestes funcions viatjà a primera línia de combat per a assessorar les tropes sobre enginyeria de suport i ruptura de la línia Mannerheim.
A principis de juny de 1941, fou destinat a un viatge d'inspecció al districte militar especial occidental. La invasió alemanya l'atrapà a la seu del 3r Exèrcit soviètic a Hrodna. Dos dies després, es traslladà a la seu del 10è Exèrcit soviètic. El 27 de juny de 1941, l'exèrcit es veié envoltat i destruït durant la batalla de Białystok–Minsk. L'agost de 1941, patí en combat la síndrome de post-conmoció quan estava al riu Dnièper (actualment, al raion de Xklou de la província de Mahiliou) i fou capturat inconscientment pels nazis.
Karbixev passà per diversos camps de concentració, incloent el de Hammelburg, Flossenbürg, Majdanek, Auschwitz-Birkenau, Sachsenhausen i, des del febrer de 1945, Mauthausen. Rebutjant reiterades ofertes dels nazis per a sol·licitar la seva cooperació, i malgrat la seva avançada edat, fou un dels líders més actius del moviment de resistència del campament.
La nit del 17 de febrer de 1945 fou un dels 500 presos despullats, mullats amb aigua freda i abandonats a la mort per congelació. Segons el testimoni literari d'un supervivent del camp, Kàrbixev es mantingué dempeus davant dels seus botxins i donà ànims als seus companys presoners.
Després del final de la guerra, el 16 d'agost de 1946, se l'atorgà pòstumament la medalla d'heroi de la Unió Soviètica. Al camp de concentració de Mauthausen s'alça un monument de marbre blanc en honor seu, fet per l'escultor Vladímir Tsigal.

## Vida privada
Estigué casat dues vegades. La seva primera esposa, Alissa Kàrlovna Troianòvitx (1874-1913), de descendència alemanya, la conegué mentre complia servei a Vladivostok. Després de sis anys de casats, Alisa morí i fou enterrada al cementiri de Trixin, situat a la ciutat de Brest.
L'any 1916, estant a Belarús, es casà amb l'infermera militar Lídia Vassílievna Opàtskaia (1891-1976), que sobrevisqué al seu marit durant 30 anys. Junts tingueren tres fills: Ielena (1918-2006), Tatiana (1926-2003) i Aleksei (1929—1988).
Ielena seguí els passos del seu pare i es convertí en enginyera militar. Fou condecorada amb diverses ordes i medalles per les seves contribucions destacades. Tatiana treballà com a economista, mentre que Aleksei obtingué un doctorat en Economia i fou president de l'Institut Financer de Moscou.

## Llegat
Un planeta menor, el 1959 Karbyshev, descobert l'any 1972 per l'astrònoma soviètica Liudmila Juravliova rebé el seu nom.
La Unió Soviètica emeté un segell commemoratiu en honor seu el 1961 i el 1980. També, els carrers de nombroses ciutats de l'antiga Unió Soviètica porten el nom de Kàrbixev.

## Premis i honors
Unió Soviètica
- Heroi de la Unió Soviètica
- Orde de Lenin
- Orde de la Bandera Roja
- Orde de l'Estrella Roja

Imperi Rus
- Orde de Sant Vladímir 4t grau
- Orde de Santa Anna 4t grau
- Orde de Santa Anna 3r grau

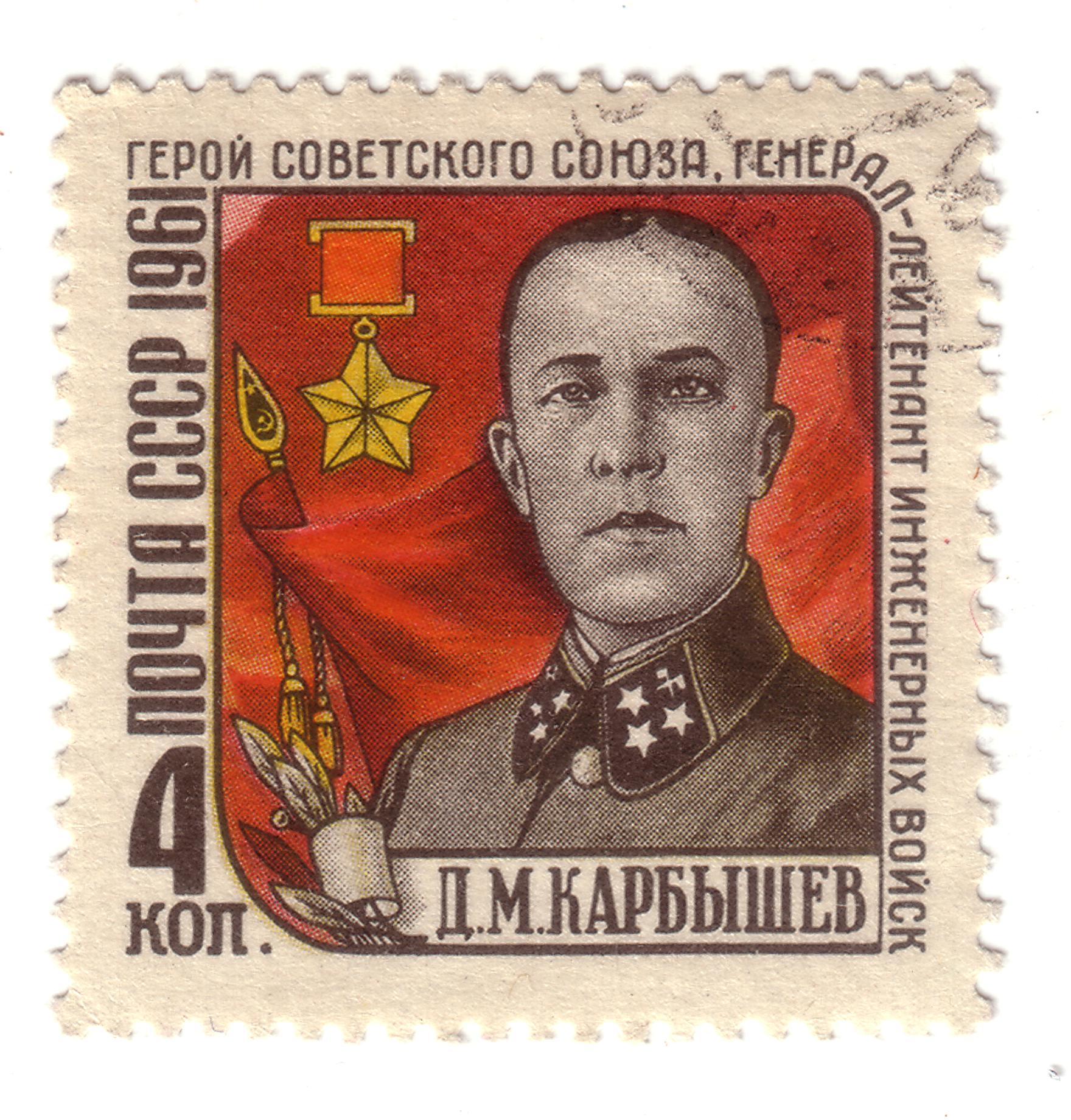
Segell soviètic de 1961 en honor seu

- Orde de Sant Estanislau 3r grau amb espases
- Orde de Sant Estanislau 2n grau